# Kållandsö
Kållandsö er den næststørste ø i Vänern efter Torsö, og er 5.678 ha stor. Den udgør den nordligste del af Kållands härad, i den nuværende Lidköpings kommun. Den er beliggende 20 km nord for byen Lidköping, og over søen er der 20 km mod nord til Värmlandsnäs sydspids.
Øen er et stort turistmål, med blandt andet Ekens skärgård, Spikens fiskeleje og Läckö slot.
Kållandsö med omgivende skærgård udgør Otterstads socken. Der bor omkring 1.100 mennesker på øen (2005).